# 阿林娜·齐齐林娜
阿林娜·亚历山德罗芙娜·齐齐林娜（1998年10月9日—），白俄罗斯艺术体操运动员，2019年欧洲运动会集体全能、3人圈操+2人棒操金牌得主和5人球操铜牌得主、2021年世界艺术体操锦标赛团体和集体全能铜牌得主。